# Saxicola jerdoni
Saxicola jerdoni е вид птица от семейство Muscicapidae.

## Разпространение
Видът е разпространен в Бангладеш, Виетнам, Индия, Китай, Лаос, Непал и Тайланд.